# Ilot du Trevors
Ilot du Trevors este o arie protejată (arie de protecție specială avifaunistică — SPA) din Franța întinsă pe o suprafață de 400 ha, integral pe uscat.

## Localizare
Centrul sitului Ilot du Trevors este situat la coordonatele 48°35′00″N 4°38′00″W / 48.58333°N 4.63333°V.

## Înființare
Situl Ilot du Trevors a fost declarat arie de protecție specială avifaunistică în baza directivei 79/409 din 1979 referitoare la conservarea păsărilor sălbatice pentru a proteja 10 specii de animale.

## Biodiversitate
Situată în ecoregiunea atlantică, aria protejată nu include niciun habitat protejat.
La baza desemnării sitului se află mai multe specii protejate de  păsări (10): prundăraș de sărătură (Charadrius alexandrinus), scoicar (Haematopus ostralegus), Larus argentatus, pescăruș negricios (Larus fuscus), Larus marinus, Phalacrocorax aristotelis, cormoran mare (Phalacrocorax carbo), Sterna dougallii, chiră de baltă (Sterna hirundo), chiră de mare (Sterna sandvicensis).